# Endotrichum patentissimum
Endotrichum patentissimum là một loài rêu trong họ Pterobryaceae. Loài này được (Hampe) A. Jaeger mô tả khoa học đầu tiên năm 1877.